# Olympische Sommerspiele 2020/Teilnehmer (El Salvador)
| Gelbes Symbol für Goldmedaillen mit stilisierten Olympischen Ringen | Graues Symbol für Silbermedaillen mit stilisierten Olympischen Ringen | Braundes Symbol für Bronzemedaillen mit stilisierten Olympischen Ringen |
| ------------------------------------------------------------------- | --------------------------------------------------------------------- | ----------------------------------------------------------------------- |
| —                                                                   | —                                                                     | —                                                                       |

El Salvador nahm an den Olympischen Spielen 2020 in Tokio teil. Es war die insgesamt zwölfte Teilnahme an Olympischen Sommerspielen. Das Comité Olímpico de El Salvador nominierte insgesamt fünf Athleten in vier verschiedenen Sportarten.

## Teilnehmer nach Sportarten

### Boxen
| Athleten           | Wettbewerb             | Runde 1 | Runde 1  | Runde 2       | Runde 2       | Halbfinale    | Halbfinale    | Finale        | Finale        | Rang |
| Athleten           | Wettbewerb             | Gegner  | Ergebnis | Gegner        | Ergebnis      | Gegner        | Ergebnis      | Gegner        | Ergebnis      | Rang |
| ------------------ | ---------------------- | ------- | -------- | ------------- | ------------- | ------------- | ------------- | ------------- | ------------- | ---- |
| Frauen             |                        |         |          |               |               |               |               |               |               |      |
| Yamileth Solorzano | Federgewicht bis 57 kg | S. Irie | 0:5      | ausgeschieden | ausgeschieden | ausgeschieden | ausgeschieden | ausgeschieden | ausgeschieden | 17   |

### Leichtathletik
Laufen und Gehen 
| Athleten            | Wettbewerb | Runde 1 | Runde 1 | Halbfinale    | Halbfinale    | Finale        | Finale        | Rang          |
| Athleten            | Wettbewerb | Zeit    | Rang    | Zeit          | Rang          | Zeit          | Rang          | Rang          |
| ------------------- | ---------- | ------- | ------- | ------------- | ------------- | ------------- | ------------- | ------------- |
| Männer              |            |         |         |               |               |               |               |               |
| José Andrés Salazar | 200 m      | 21,66 s | 7       | ausgeschieden | ausgeschieden | ausgeschieden | ausgeschieden | ausgeschieden |

### Schwimmen
| Athleten       | Wettbewerb      | Vorlauf      | Vorlauf | Halbfinale    | Halbfinale    | Finale        | Finale        | Rang |
| Athleten       | Wettbewerb      | Zeit         | Rang    | Zeit          | Rang          | Zeit          | Rang          | Rang |
| -------------- | --------------- | ------------ | ------- | ------------- | ------------- | ------------- | ------------- | ---- |
| Frauen         |                 |              |         |               |               |               |               |      |
| Celina Márquez | 100 m Rücken    | 1:03,75 min  | 36      | ausgeschieden | ausgeschieden | ausgeschieden | ausgeschieden | 36   |
| Celina Márquez | 200 m Rücken    | 2:14,72 min  | 23      | ausgeschieden | ausgeschieden | ausgeschieden | ausgeschieden | 23   |
| Männer         |                 |              |         |               |               |               |               |      |
| Marcelo Acosta | 800 m Freistil  | 8:03,01 min  | 31      | —             | —             | ausgeschieden | ausgeschieden | 31   |
| Marcelo Acosta | 1500 m Freistil | 15:27,37 min | 25      | —             | —             | ausgeschieden | ausgeschieden | 25   |

### Segeln
| Athleten         | Wettbewerb | Qualifikation | Qualifikation | Medal Race    | Medal Race    | Punkte | Rang |
| Athleten         | Wettbewerb | Punkte        | Rang          | Punkte        | Rang          | Punkte | Rang |
| ---------------- | ---------- | ------------- | ------------- | ------------- | ------------- | ------ | ---- |
| Männer           |            |               |               |               |               |        |      |
| Enrique Arathoon | Laser      | 165           | 23            | ausgeschieden | ausgeschieden | 165    | 23   |